# 博諾大區
博諾大區（英語：Bono Region）是加納的大區，位於該國西部，首府蘇尼亞尼，北鄰薩凡納大區，東毗東博諾大區，南臨阿哈福大區，鄰近科特迪瓦，面積11,481平方公里，2021年人口1,208,649人。2018年12月27日迦納新大區公民投票結果由布朗-阿哈福大區分出設立。